# Tolnaopsis eusciasta
Tolnaopsis eusciasta là một loài bướm đêm trong họ Noctuidae.